# دانیل باربارا
دانیل باربارا (انگلیسی: Daniel Barbara؛ زادهٔ ۱۲ اکتبر ۱۹۷۴) بازیکن فوتبال اهل فرانسه است.
از باشگاه‌هایی که در آن بازی کرده‌است می‌توان به باشگاه فوتبال دارلینگتون اشاره کرد.